# Архипелаг (фильм, 2021)
«Архипелаг» — российский исторический фильм 2021 года, рассказывающий о российско-шведской экспедиции на Шпицберген. Главные роли в нём сыграли Дмитрий Паламарчук, Андрей Мерзликин, Марина Петренко. Картина получила высокие оценки критиков.

## Сюжет
Действие фильма происходит в конце XIX века. Российско-шведская экспедиция во главе с Александром Васильевым отправляется на Шпицберген, чтобы определить форму и размеры земного шара.

## В ролях
- Дмитрий Паламарчук — Александр Васильев
- Андрей Мерзликин — Стоцкий
- Марина Петренко — Лилиан
- Владимир Стеклов — Чернышёв
- Алексей Шевченков — Кошкин

## Создание и оценки
Съёмки фильма начались в марте 2019 года под Санкт-Петербургом. На берегу Финского залива были построены декорации арктического лагеря. Производством занималась компания «Лендок», продюсером и режиссёром стал Алексей Тельнов. Премьера состоялась 27 апреля 2021 на Московском международном кинофестивале, в прокат картина вышла в июне 2021 года.
Рецензент «Киноафиши» назвал «Архипелаг» «одой дальним берегам и романтическому поиску истины». Он высоко оценил историческую точность сценария, написав, что авторы фильма гармонично «оборачивают факты в занимательную оболочку», не навязывая при этом определённую точку зрения на показанные события. «Наконец-то наш кинематограф разглядел очевидное, — пишет обозреватель „Комсомольской правды“, — история русских первопроходцев и исследователей — это бездонный и бесценный колодец уникальных сюжетов, героев и приключений».
«Архипелаг» завоевал главный приз XII Международного кинофестиваля имени Валентины Леонтьевой «От всей души» (2021).